# NGC 6968
NGC 6968 је елиптична галаксија у сазвежђу Водолија која се налази на NGC листи објеката дубоког неба.
Деклинација објекта је - 8° 21' 35" а ректасцензија 20h 48m 32,4s. Привидна величина (магнитуда) објекта NGC 6968 износи 13,3 а фотографска магнитуда 14,3. NGC 6968 је још познат и под ознакама MCG -2-53-6, NPM1G -08.0539, IRAS 20458-0829, PGC 65428.